# Beyond the Sea
『Beyond the Sea』（ビヨンド・ザ・シー）は、2006年1月18日にリリースした韓国人歌手・Kの、日本で1枚目のアルバム。

## 収録曲
1. Cover Girl
2. Girlfriend
  - 3rd シングル A面
  - TBS系『世界ふしぎ発見!』テーマソング
3. Only Human
  - 4th シングル A面
  - フジテレビ系ドラマ『1リットルの涙』主題歌
4. TAXI
5. 陸の上の舟
6. Beyond the Sea
7. Play Another One feat.Mummy-D（RHYMESTER）
8. Fly Away
9. Friends before Lovers
10. 抱きしめたい
  - 2nd シングル A面
  - コーセーサロンスタイル「髪からはじまる物語」CF曲
11. over...
  - 1st シングル A面
  - TBS系ドラマ『H2〜君といた日々』主題歌
12. Bye My Friends